# Schloss Finckenstein

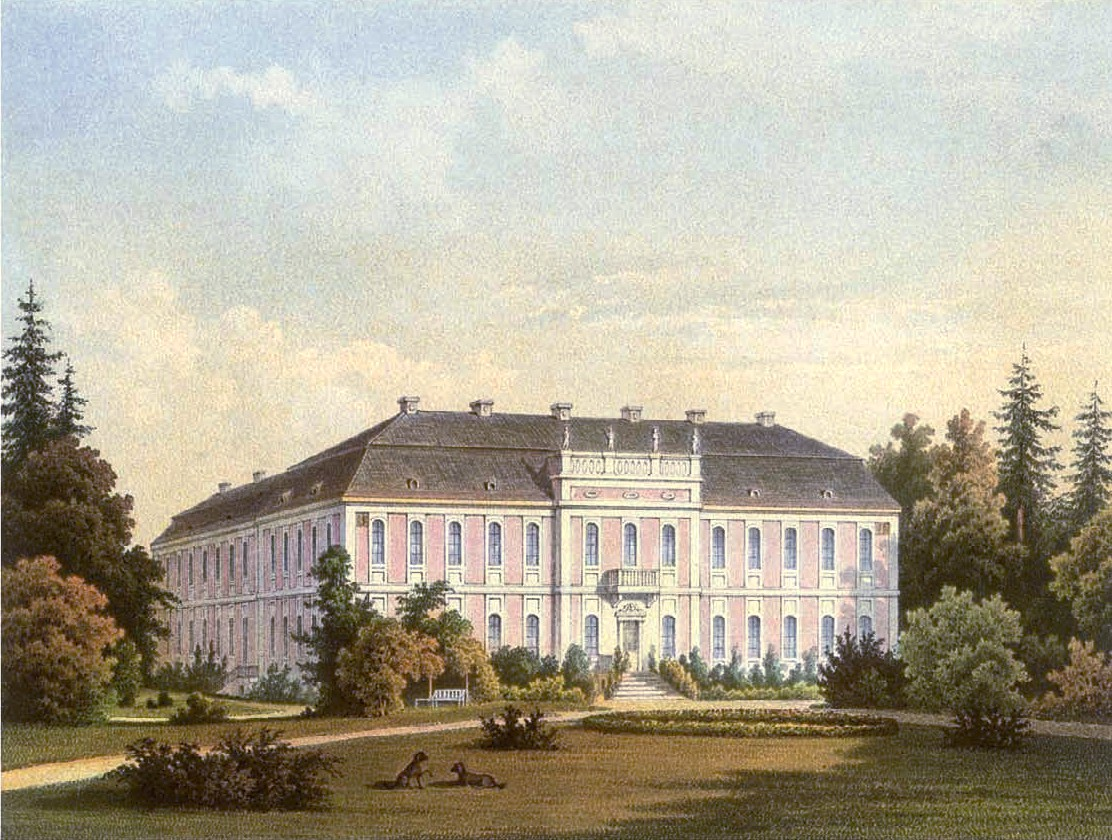
Schloss Finckenstein
(Alexander Duncker, 1866)

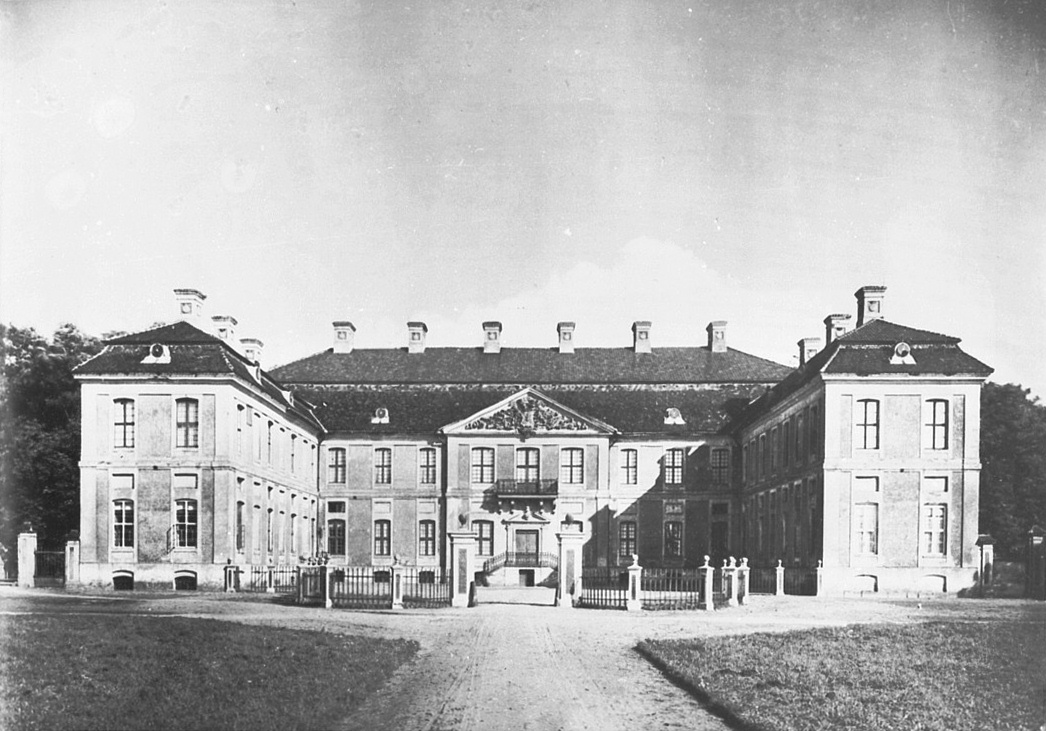
Het kasteel in 1931 tijdens de Weimarrepubliek

Schloss Finckenstein is een kasteelruïne in het dorp Kamieniec in Polen. Tussen 1716 en 1720 werd het barokke slot in opdracht van Albrecht Konrad Finck von Finckenstein door John von Collas gebouwd in het toenmalige dorpje Habersdorf in Koninkrijk Pruisen. Enkele jaren later is het dorp Habersdorf herbenoemd naar Finckenstein.
Het kasteel bleef tot 1782 in bezit van de familie Finck von Finckenstein. Daarna is het aangekocht door Burggraaf van Dohna-Schlobitten en bleef het in bezit van deze familie tot begin 1945.
Aan het begin van de 19e eeuw werd het slot beroemd doordat Napoleon Bonaparte er enige tijd verbleef. Tijdens de Vierde Coalitieoorlog, van april tot juni 1807, gebruikte hij het slot als hoofdkwartier. Toen hij het slot voor de eerste keer zag zei hij: „Enfin un château“. Hier werd op 4 mei 1807 ook het Verdrag van Finckenstein tussen Frankrijk en Perzië ondertekend. Napoleon bracht zijn tijd op Schloss Finckenstein door met de Poolse gravin Maria Walewska. Hierover werd in 1937 in Hollywood de speelfilm Conquest gemaakt.
Aan het eind van de Tweede Wereldoorlog, op 22 januari 1945, werd het slot geplunderd en licht beschadigd door het Rode Leger. Daarna werd het paleis vervolgens door plunderaars van zijn meubilair beroofd. Om de sporen van diefstal uit te wissen, werd in 1947 een brand gesticht die het hele dak verteerde.

## Weblinks
- Uitgebreide informatie over Schloss Finckenstein